# Список политических партий Исландии

Список политических партий Исландии включает партии, как существующие в настоящее время, так и существовавшие ранее. 
В Исландии действует многопартийная система со многими политическими партиями, в которой часто ни одна партия не имеет шанса прийти к власти в одиночку, и партии должны работать друг с другом для формирования коалиционных правительств.
Список партий, представленных в альтинге, составлен по итогам парламентских выборов 2024 года.

## Партии, представленные в альтинге
| Название | Название | Название                                     | Лидер                           | Результат выборов (2024) | Результат выборов (2024) |
| Название | Название | Название                                     | Лидер                           | Доля голосов             | Мест получено            |
| -------- | -------- | -------------------------------------------- | ------------------------------- | ------------------------ | ------------------------ |
|          | S        | «Социал-демократический альянс» Samfylkingin | Криструн Фростадоуттир          | 20,8 %                   | 15 из 63                 |
|          | D        | Партия независимости Sjálfstæðisflokkurinn   | Гвюдрун Хафстейнсдоуттир        | 19,4 %                   | 14 из 63                 |
|          | C        | «Возрождение» Viðreisn                       | Торгердюр Катрин Гюннарсдоуттир | 15,8 %                   | 11 из 63                 |
|          | F        | Народная партия Flokkur Fólksins             | Инга Сайланд                    | 13,8 %                   | 10 из 63                 |
|          | M        | Партия Центра Miðflokkurinn                  | Сигмюндюр Давид Гюннлёйгссон    | 12,1 %                   | 8 из 63                  |
|          | B        | Прогрессивная партия Framsóknarflokkurinn    | Сигюрдюр Инги Йоуханнссон       | 7,8 %                    | 5 из 63                  |

## Партии, не представленные в альтинге
- Демократическая партия[англ.] (Lýðræðisflokkurinn)
- Исландская социалистическая партия (Sósíalistaflokkur Íslands)
- «Лево-зелёное движение» (Vinstrihreyfingin — grænt framboð)
- «Ответственное будущее[англ.]» (Ábyrg framtíð)
- Пиратская партия (Pírataflokkurinn)
- «Светлое будущее» (Björt framtíð) — неактивная с 2018
- Гуманистическая партия[англ.] (Húmanistaflokkurinn) — неактивная с 2016
- Исландский национальный фронт[англ.] (Íslenska þjóðfylkingin) — неактивная с 2016
- Народный фронт (Alþýðufylkingin) — неактивная с 2022
- Партия свободы[англ.] (Frelsisflokkurinn) — неактивная с 2018
- «Суверенный союз[англ.]» (Samtök Fullveldissinna) — неактивная с 2011

## Ранее существовавшие партии
- Гражданское движение (Borgarahreyfingin)
- Гражданская партия (Borgaraflokkurinn)
- Гуманистическая партия (Húmanistaflokkurinn)
- Движение (Hreyfingin)
- Демократическое движение (Lýðræðishreyfingin)
- Единая социалистическая партия Исландии (Sameiningarflokkur alþýðu — Sósíalistaflokkurinn)
- Женский список (Kvennalistinn)
- Исландское движение — жизнь Земли (Íslandshreyfingin — lifandi land)
- Исландская демократическая партия (Lýðræðisvaktin)
- Коммунистическая партия (Kommúnistaflokkurinn)
- Коммунистическая партия (марксистско-ленинская) (Kommúnistaflokkurinn (ml))
- Либеральная партия[англ.] (Frjálslyndi flokkurinn; 1927—1929)
- Либеральная партия[англ.] (Frjálslyndi flokkurinn; 1998—2012)
- Лучшая партия (Besti flokkurinn)
- Народный альянс (Alþýðubandalagið)
- Национальное пробуждение (Þjóðvaki)
- Новая сила (Nýtt AFL)
- Партия местного управления (Heimastjórnarflokkurinn)
- Партия национального сохранения (Þjóðvarnarflokkurinn)
- Партия нацистов (Flokkur Þjóðernissinna)
- Правая зелёная партия народа (Hægri Grænir flokkur fólksins)
- Пробуждение нации (Þjóðvaki)
- Радуга (Regnboginn)
- «Рассвет[англ.]» (Dögun; 2012—2021)
- Старая партия независимости (Sjálfstæðisflokkurinn eldri)
- Сельская партия (Landsbyggðarflokkurinn)
- Солидарность (Samstaða)
- Социал-демократическая партия (Alþýðuflokkurinn)
- Союз либералов и левых (Samtök frjálslyndra og vinstri manna)